# Edificio Federal Alfred P. Murrah
El Edificio Federal Alfred P. Murrah era un complejo de edificios del gobierno federal de los Estados Unidos, ubicado en el 200 N.W. 5th Street, en el centro de Oklahoma City, Oklahoma, Estados Unidos. El edificio Murrah fue el objetivo del atentado de Oklahoma City del 19 de abril de 1995, sufriendo un derrumbe parcial. Los daños del atentado provocaron la demolición de los restos que se mantenían en pie un mes después del atentado. 
El edificio federal fue diseñado por el arquitecto Wendell Locke de Locke, Wright and Associates. Su construcción, realizada a base de hormigón armado en 1977, tuvo un costo de US$ 14,5 millones. El edificio recibió el nombre del juez federal Alfred P. Murrah, ciudadano nativo de Oklahoma, y abrió sus puertas el 2 de marzo de 1977. 
Para la década de 1990, el edificio albergaba las oficinas regionales de la Social Security Administration, el Federal Bureau of Investigation (FBI), la Drug Enforcement Administration (DEA) y el Bureau of Alcohol, Tobacco, Firearms and Explosives (ATF); también contenía oficinas de reclutamiento del ejército y el cuerpo de marines. En el complejo trabajaban alrededor de 550 empleados. En mayo de 1994, el Tribunal de Cuentas del Gobierno de los Estados Unidos recomendó la mudanza de la guardería que funcionaba en el edificio.
Los restos del edificio fueron demolidos un mes después del ataque, y en su lugar se levantó el Oklahoma City National Memorial. El gobierno federal comenzó la construcción de un nuevo edificio para reemplazar al Murrah a fines de 2000. En este nuevo edificio, que está situado justo al norte del lugar donde antes se hallaba el Murrah, se han implementado varias medidas de seguridad para evitar un atentado similar al sufrido por su antecesor.

## Atentado terrorista

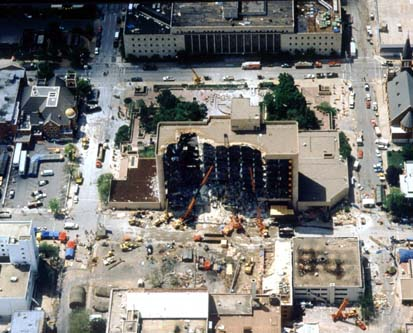
Vista aérea del edificio tras el atentado terrorista.

A las 9:02 a. m. del 19 de abril de 1995, un camión bomba de alquiler, marca Ryder, que contenía aproximadamente 2300 kg de fertilizante a base de nitrato de amonio, nitrometano y combustible petrodiésel, estalló frente al Edificio Federal Alfred P. Murrah, destruyendo un tercio del mismo y provocando enormes daños a varios otros edificios ubicados en las cercanías. 168 personas resultaron muertas como consecuencia de la explosión, y otras 800 fueron heridas.
Este fue el mayor ataque terrorista en territorio estadounidense de la historia previo a los atentados del 11 de septiembre de 2001. Durante el posterior juicio a Timothy McVeigh, acusado del ataque, un testigo afirmó que este le dijo que había dispuesto los explosivos para formar una carga hueca. McVeigh fue hallado culpable del atentado, sentenciado a muerte y ejecutado.

## Demolición

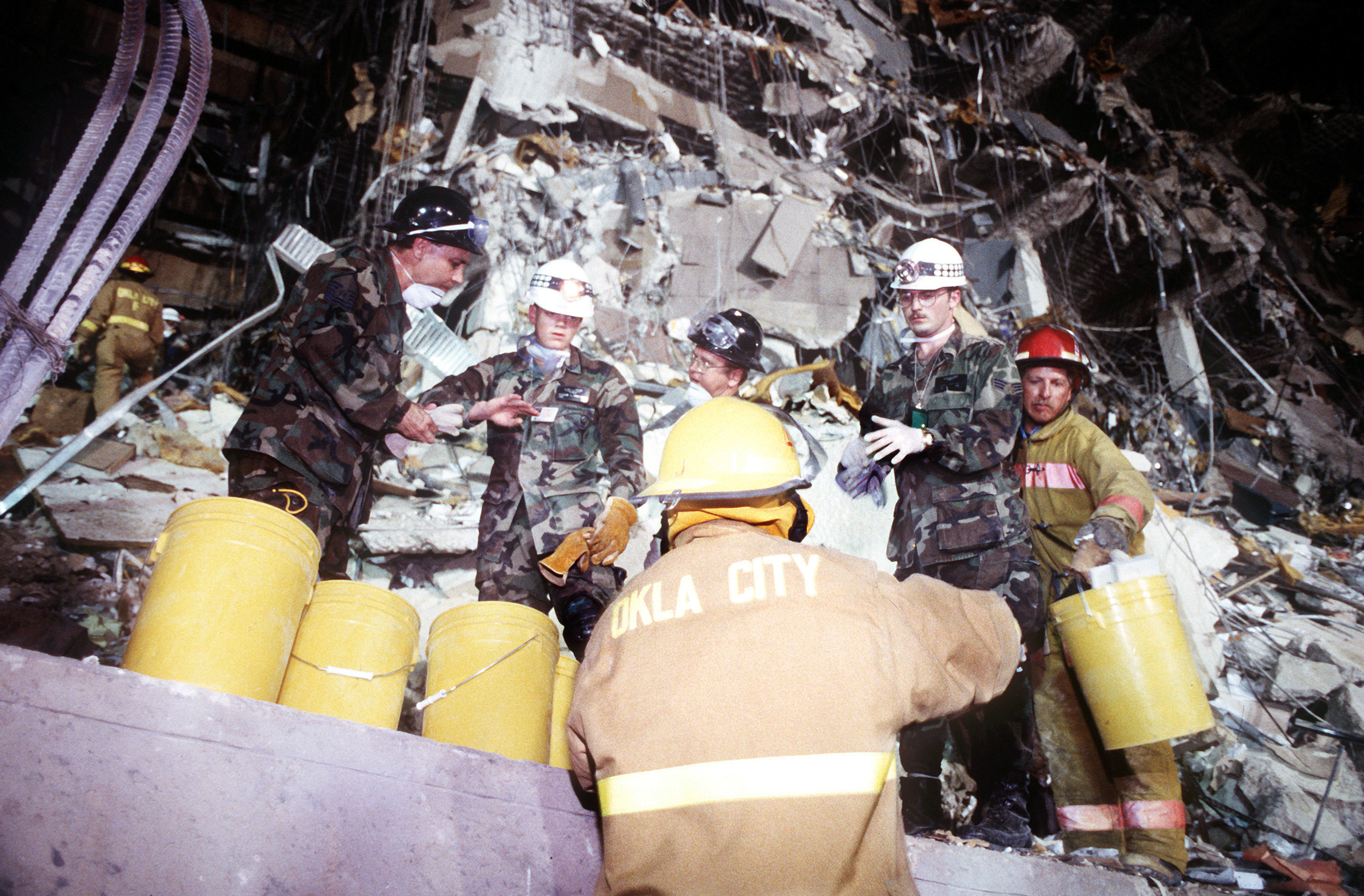
Personal de la Fuerza Aérea de EE. UU. y bomberos retiran escombros en el intento de rescate tras el atentado.

Los grupos de rescate y recuperación finalizaron sus actividades a las 11:50 p. m. del 4 de mayo de 1995, habiendo recuperado los cadáveres de todas las víctimas salvo tres. El edificio iba a ser a continuación demolido por razones de seguridad, sin embargo, el abogado de McVeigh, Stephen Jones, presentó una moción para retrasar la demolición del edificio hasta que el equipo de la defensa pudiera examinar el lugar como parte de sus preparativos para el juicio.

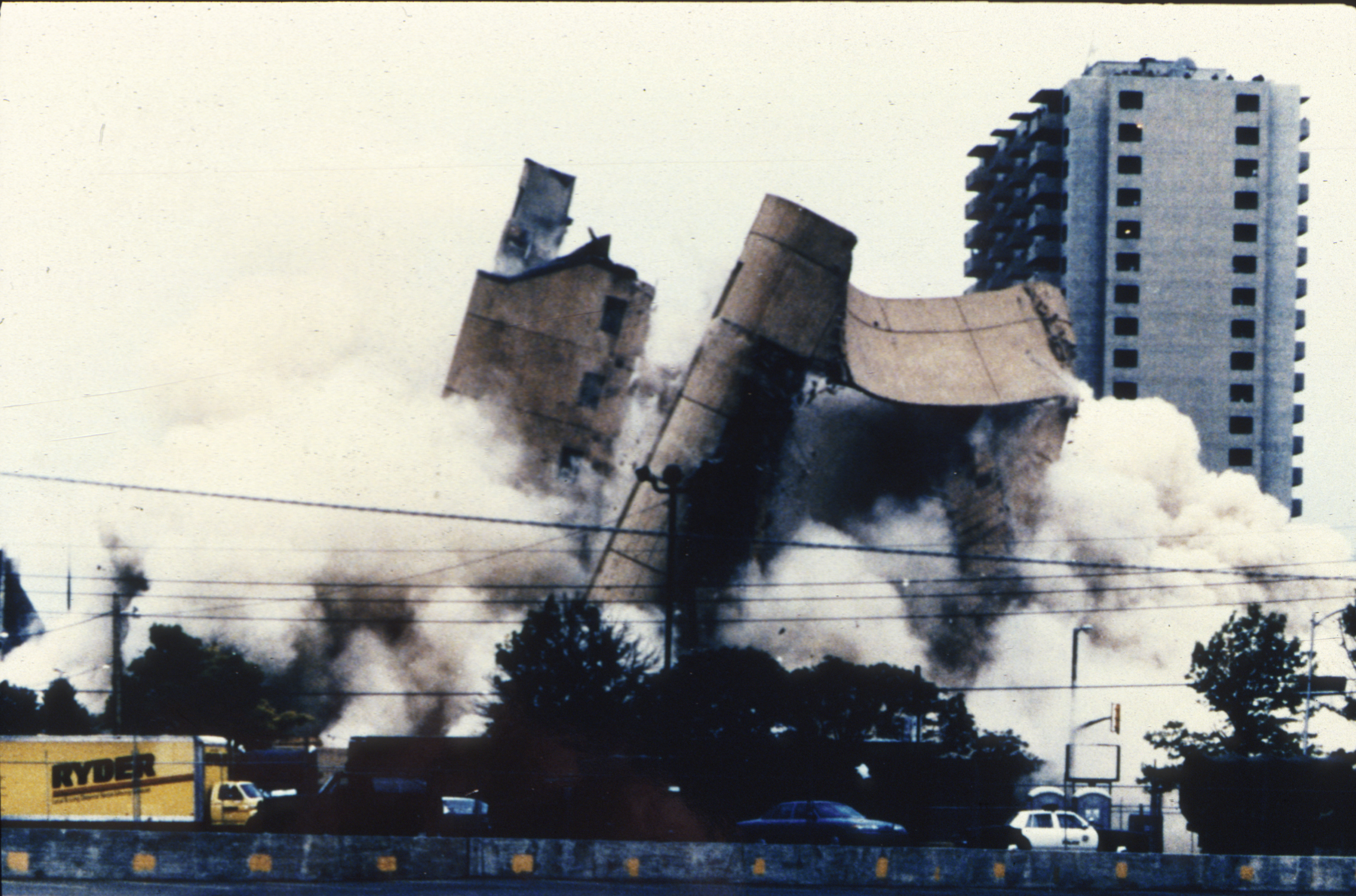
El edificio Alfred P. Murrah durante su demolición.

El edificio Federal Murrah fue demolido más de un mes luego del atentado, a las 7:01 a. m. del 23 de mayo. Los últimos tres cadáveres (dos pertenecientes a empleados sindicales y el otro a un cliente) fueron recuperados. Durante los días siguientes a la demolición del edificio, se retiraron en camiones 800 toneladas de escombros. Algunos de estos desechos se utilizaron como prueba en el juicio a los conspiradores, mientras que otros pasaron a formar parte de los monumentos conmemorativos, se donaron a escuelas locales, y vendieron a fondos que recaudan dinero para actividades de alivio a las víctimas.